# Мюррей, Уильям, 4-й граф Мэнсфилд
Уильям Дэвид Мюррей, 4-й граф Мэнсфилд, 3-й граф Мэнсфилд (англ. William David Murray, 4th Earl of Mansfield, 3rd Earl of Mansfield; 21 февраля 1806 — 1 августа 1898) — британский консервативный политик.

## Биография

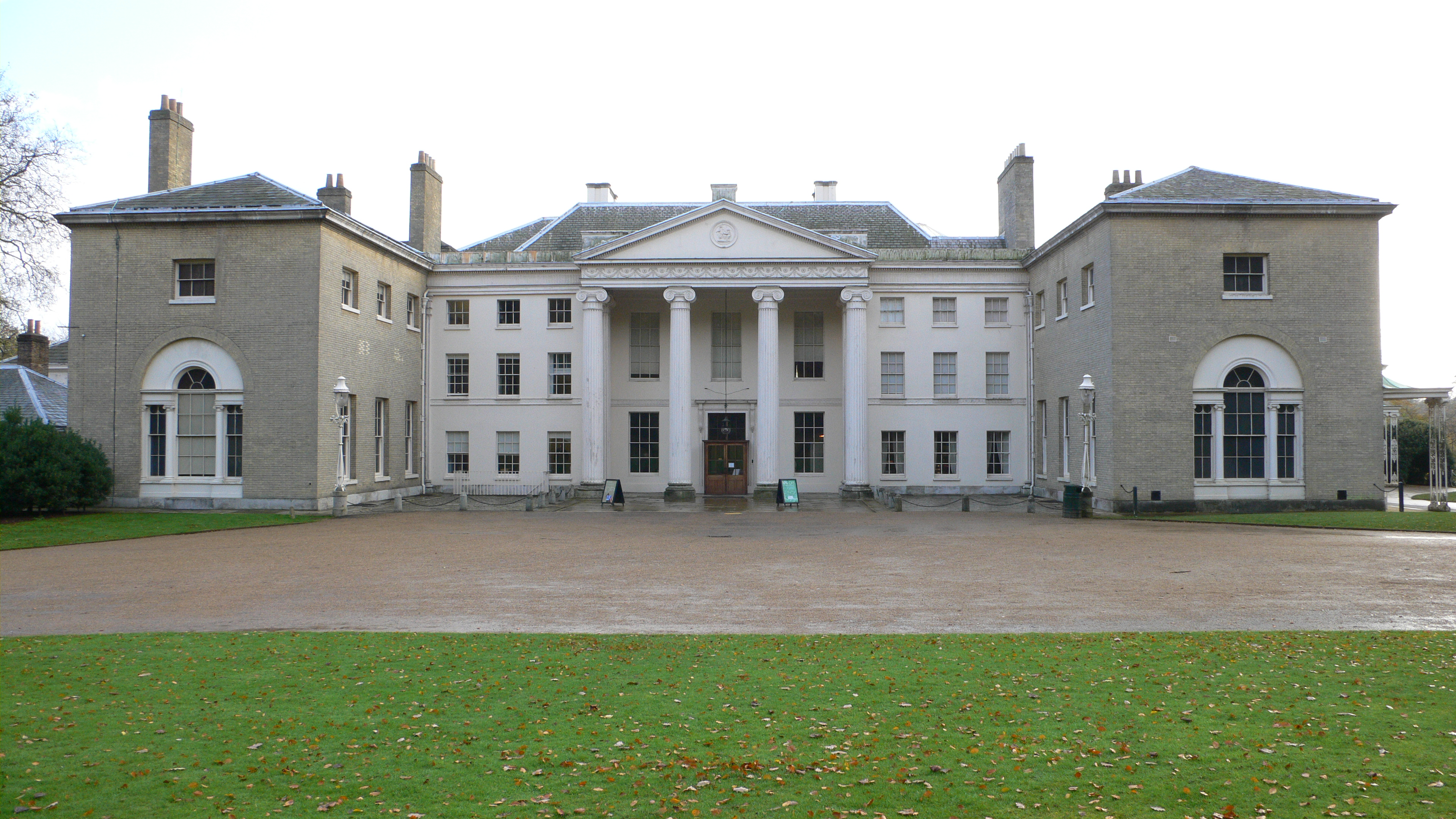
Кенвуд-хаус, Лондон, резиденция графов Мэнсфилд

Родился 21 февраля 1806 года на Портленд-Плейс, 56, в Лондоне. Старший сын Дэвида Уильяма Мюррея, 3-го графа Мэнсфилда (1777—1840), и Фредерики Макем (1774—1860), дочери Уильяма Марема, архиепископа Йоркского.
Он получил образование в Вестминстерской школе в Вестминстере и в колледже Крайст-черч в Оксфордском университете.
Уильям Мюррей заседал в Палате общин Великобритании от Олдборо (1830—1831), Вудстока (1831—1832), Нориджа (1832—1837) и Пертшира (1837—1840). Он служил лордом казначейства в правительстве сэра Роберта Пиля в 1834—1835 годах.
11 февраля 1840 года после смерти своего отца Уильям Мюррей унаследовал титулы 4-го графа Мэнсфилда (графство Миддлсекс), 9-го лорда Скоуна, 7-го лорда Балверда и 9-го виконта Стормонта. 11 июля 1843 года после смерти своей бабки Луизы Мюррей, 2-й графини Мэнсфилд (1758—1843), вдовы Дэвида Мюррея, 2-го графа Мэнсфилда, Уильям Мюррей унаследовал титул 3-го графа Мэнсфилда (графство Ноттингемшир).
Лорд-верховный комиссар Генеральной ассамблеи Шотландской церкви в 1852, 1858 и 1859 годах. Подполковник Стерлингширской милиции с 1828 по 1855 год, лорд-лейтенант Клакманнаншира с 1852 года, наследственный хранитель Скунского дворца и старший член Карлтон-клуба.
С 1843 года — кавалер Ордена Чертополоха.
Лорд Мэнсфилд скончался 2 августа 1898 года в возрасте 92 лет. Ему наследовал его внук, Уильям Мюррей, 5-й граф Мэнсфилд (1860—1906).

## Семья

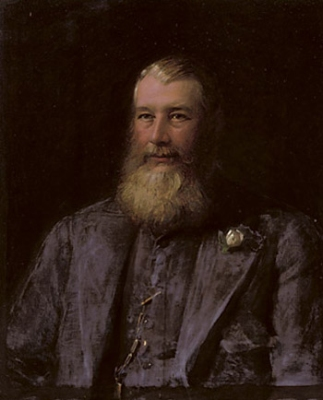
Уильям Дэвид Мюррей, виконт Стормонт (1835—1893)

8 апреля 1829 года лорд Мэнсфилд женился на Луизе Эллисон (? — 24 ноября 1837), дочери Катберта Эллисона из Хебберн-Холла в Дареме. У супругов было двое детей:
- Леди Луиза Нина Мюррей (? — 30 декабря 1909), в 1851 году она вышла замуж за Джорджа Эдвина Ласеллеса (1826—1911), третьего сына Генри Ласеллеса, 3-го графа Хэрвуда.
- Уильям Дэвид Мюррей, виконт Стормонт (22 июля 1835 — 12 октября 1893)[2], женат с 1857 года на Эмили Луизе Макгрегор, дочери сэра Джона Атола Баннатайна Макгрегора, 3-го баронета, и Мэри Шарлотта Харди. У супругов было семеро детей, среди них — Уильям Дэвид Мюррей, 5-й граф Мэнсфилд (1860—1906), и Алан Дэвид Мюррей, 6-й граф Мэнсфилд (1864—1935).